# Арктурус (вирус)
Арктурус нове је подваријанта корона вируса, XBB 1.16, коју је Светска здравствена организација (СЗО) означила као „варијанту под надзором“. Најновији омикронски изданак,  први пут откривен у узорку јануара 2023. године, посебно је распрострањен у Индији, у којој је изазвао пораст инфекција и повратак на ношење заштитних маски  у појединим деловима земље.  Поред Индије ова варијанта корона вируса је до сада документована у 29 земаља.  За сада, још није јасно колико коњунктивитис може бити чест код оних који се заразе КСББ.1.16 и који други симптоми и проблеми могу да се појаве.  Другим речима, још увек није јасно шта би арктурус заправо могао да донесе  Оно што је, међутим, јасно је да ова нова подваријанта за сада  подлеже пажљивом праћењу.

## Епидемиологија
Арктурус вирус (XBB 1.16) као подваријанта, варијанте омикрона, први пут се појавила крајем 2021. године и заменила делта вирус као доминантну варијанту широм света. Први пут је откривен у Инсији у узорку из јануара 2023. године и сада је документован у 29 земаља, према подацима Светске здравствене организације. Како је Индија многољудна земља њена  густа насељеност, као и лоши хигијенски услови код већине становника допринела је бржем преношењу болести.
До краја фебруара 2023. године, сој арктурус вируса чинио је 0,21% случајева широм света. Месец дана касније, овај проценат је порастао на 3,96%, према подацима СЗО. Према Центрима за контролу и превенцију болести, процењује се да у Сједињеним Америчким Државама чини 7,2% инфекција корона вирусом  у недељу која се завршава 15. априла 2023. године.
Иако се брзо се шири по државама,  стопа хоспитализације и даље је ниска и већина симптома повезаних са овом варијантом вируса могу се контролисати. Ова варијанта доводи до благих симптома који углавном личе на грип.
СЗО је одредила вирус XBB 1.16 као „варијанту под надзором“ 22. марта, јер има „генетске промене“ које би могле утицати на њене карактеристике као вируса, укључујући могућу „предност у расту“ у односу на друге варијанте корона вируса, са нејасним епидемиолошким утицајем. СЗО тренутно прати седам варијанти, укључујући ВА.2 верзију омикрона која се може видети у многим деловима Сједињених Америчких Држава.
Сматра се да је „варијанта под надзором“ мање забрињавајућа од „варијанте од интереса“, за коју се предвиђа или зна да је више преносива или вирулентна, или да може да избегне антитела, према СЗО. XBB. 1.5 сој, тренутно најзаступљенија подваријанта на глобалном нивоу, која је описана као варијанта од интереса.
Праћење варијанти корона вируса, XBB. 1.16 је откривен у секвенцираним узорцима из неколико земаља укључујући Сједињене Америчке Државе, Британију, Канаду и Аустралију. Према подацима Центра за контролу и превенцију болести Сједињених Америчких Држава подваријанта вируса која се прати показује да кружи на веома ниским нивоима у више од десет држава, укључујући Калифорнију, Колорадо, Делавер, Флориду, Индијану, Илиноис, Ајову, Мериленд, Мисури, Њујорк, Северну Каролину и Охајо.
У Индији, број активних случајева корона вируса стално расте последњих недеља априла 2023. године, са скоро 50.000 забележених средином априла 2023. године, према Министарству здравља земље — у поређењу са 13.509 случајева 30. марта 2023. године.

## Клиничка слика
Иако стручњаци сматрају да нова варијанта ковида-19 неће покренути нови талас пандемије и да пацијенти неће имати симптоме опасне по живот, још увек постоји потреба да се разумеју различити знаци и симптоми повезани са овом новом варијантом, а они су:
1. грозница праћена језом,
2. бол у телу или грчеви мишића,
3. главобоља,
4. упаљено грло,
5. цурење из носа
6. зачепљеност носа
7. екстремни умор или замор,
8. проблеми са стомаком
9. кашаљ
10. загушење грудног коша

Осим ових, лекари су упозорили и необичне симптоме коронавируса, XBB 1.16 забележене код деце. Нови симптоми ове варијанте код деце укључују високу температуру, кашаљ и свраб коњунктивитиса или ружичасте очи. Ово су нови симптоми ковида у вези са очима који нису пријављени ни у једном од ранијих таласа ковида 19.

## Превенција
Чим нека особа препозна код себе неки симптом (наведен у клиничкој слици) који није имао раније, важно је да се тестира на корону. Симптоми не морају да буду страшни, али је  важно да обоелела особа зна да ли је  имала ковид или не,  због могућности да  добије постковид синдром, који може да буде и те како опасан. Најчешће су то поремећаји срчаног ритма, хронични умор, главобоље, упала срчаног мишића, осцилације крвног притиска или повишен ниво шећера у крви.
Осим вакцина, које су и даље најважније, јер сада имамо на располагању бивалентне, које представљају бустер дозе и дају одличне ефекте у превенцији се треба придржавати и епидемиолошких мера попут прања руку, ношења заштитних маски и избегавања гужви у затвореним просторима.

## Прогноза
Према СЗО, арктурус је веома сличан распрострањеном соју вируса XBB 1.15, али има „једну додатну мутациону у протеину шиљака, која у лабораторијским студијама показује повећану инфективност, као и потенцијалну повећану патогеност. Иако то може значити да би се вирус могао брже ширити, још увек нема назнака да ће довести до тежих случајева болести. То потврђују и наводима Пола Хантера, професора медицине на Универзитету Источне Енглеске у Британији који каже...прегледом вируса утврђено је да и он има мутације које би требало да га учине вирулентнијим, али у стварности то се не види...и то објашњава чињеницом..да имунитет у Т ћелијама тела представљаједну од највећих заштита, а зати не видимо много еволуције у деловима вируса које Т ћелије заправо нападају, што значи да утицај мутација може бити ограничен. Нема доказа да је овај сој озбиљнији – и вероватно је нешто мање озбиљнан сој од претходних сојева – али прерано је да будемо у то сигурни или готово сигурни да је то због имунитета.